# La Mothe-Achard
La Mothe-Achard – miejscowość i dawna gmina we Francji, w regionie Kraj Loary, w departamencie Wandea. W 2013 roku populacja gminy wynosiła 2870 mieszkańców. 
W dniu 1 stycznia 2017 roku z połączenia dwóch ówczesnych gmin – La Chapelle-Achard oraz La Mothe-Achard – utworzono nową gminę Les Achards. Siedzibą gminy została miejscowość La Mothe-Achard. 